# Paradisjakamar
Paradisjakamar (Galbula dea) är en fågel i familjen jakamarer inom ordningen jakamar- och trögfåglar.

## Utseende
Paradisjakamaren är en omisskännlig fågel med mycket lång och spetsig stjärt och en lång och rak näbb. Fjäderdräkten är glansigt svart med vit strupe. I bra ljus syns att vingarna glänser i blågrönt. 

## Utbredning och systematik
Paradisjakamar delas in i fyra underarter med följande utbredning:
- Galbula dea dea – förekommer i  södra Venezuela, Guyanaregionen och Brasilien norr om Amazonområdet (öster om Rio Negro)
- Galbula dea amazonum – förekommer i norra Bolivia (Río Beni) och Brasilien söder om Amazonområdet (österut till Pará)
- Galbula dea brunneiceps – förekommer längst ut i östra Colombia, i östra Peru och i västra Brasilien
- Galbula dea phainopepla – förekommer i västra Brasilien, söder om Amazonområdet och väster om Rio Madeira)

Familjen jakamarer placeras ofta tillsammans med trögfåglarna (Galbulidae) i den egna ordningen Galbuliformes. Studier visar dock att de är relativt nära släkt med de hackspettartade fåglarna och inkluderas allt oftare i denna ordning.

## Levnadssätt
Paradisjakamaren är en rätt vanlig och vida spridd fågel i Amazonområdet, där den hittas kring hyggen eller i kanter av högväxta låglänta skogar, även utmed vägrenar. Olikt de flesta andra jakamarer kan den ses sitta helt öppet på exponerade grenar i trädtaket, ofta i par.

## Status och hot
Arten har ett stort utbredningsområde, men tros minska i antal, dock inte tillräckligt kraftigt för att den ska betraktas som hotad. Internationella naturvårdsunionen IUCN listar arten som livskraftig (LC).